# Кумела
Андреј Живанчевић (Нови Сад, 22. мај 1995), познатији као Кумела, јесте српски музичар. Био је члан реп и алтернативне групе Клика и подгрупе Бекфлеш с којом је израдио студијски албум Браћа (2019). После се посветио соло каријери, а албум Далеко (2020) који је поп-фолк жанра, као и Југословенски народни албум (2024). Регионално је постао познат по сингловима подгрупе Бекфлеш („Нови С́ад”, „Ако хумрем данас бебо”, „100% човек”) групе „Клика” („Браћа Дијаз”, „666”).

## Рани живот и образовање
Рођен је 1995. године у Новом Саду. Одрастао је на Лиману у којем је и упознао пријатеље с којима ће оформити групу „Клика” и подгрупу „Бекфлеш”. Завршио је Карловачку гимназију. Када је његов пријатељ, репер и будући колега из групе Главата Мајмунчина понављао разред у тој гимназији, упао је у одељење с Кумелом, тако да су њих двојица једно време ишли заједно у одељење.

## Каријера
Велику инспирацију за бављење репер, уједно и узори су му били амерички репер Најн и Лорд Финес. На питање шта га је највише привукло да се бави муриком, Кумела је прокоментарисао:
„Идеја да кад волиш свој посао нећеш имати ни један дан рада. Наравно то је била гнусна лаж овај посао је крвав као и сваки други, али ми је ипак неупоредив у односу на МТС теренског радника, селидбе и тешко физикалисање, кување и угоститељство, чување објеката, обезбеђење, крупије на покеру, и не знам ни сам више у ком занату се нисам опробао. Морам да признам више ме вуче тај композиторско-аранжерски део посла од овог извођачког. Мало је квалитетних продуцената.”
Године 2020. одлучује да се растане са „Кликом” и „Бекфлешом” како би се посветио соло каријери. Највећи разлог растанка је то што реп музика којом се баве ове групе није комерцијално и економски исплатива, те је морао да „урбанизује” стил прешавши у поп-фолк.

## Лични живот
Кумела је добио надимак по томе зато што није крштен, те су његовог будућег кума назвали тако, па је то временом прешло на Живанчевића.
Крајем фебруара 2019. године добио је сина. Кумела је за родитељство рекао да му је то једна од значајнијих ствари у животу која га је изменила као човека.
Кумела је у априлу 2021. године, у време кризе изазване пандемијом ковида 19, иступио у јавност са снажним антивакцинашким и псеудонаучним ставовима због чега је критикован у медијима.